# The Money Changers
The Money Changers is een Amerikaanse misdaadfilm uit 1920 onder regie van Jack Conway.

## Verhaal
Lucy Hegan is de eigenaresse van een armenhuis. Ze is verloofd met Hugh Gordon, het hoofd van een farmaciebedrijf. Ze beseft niet dat hij ook de leider is van een misdaadorganisatie in de Chinese wijk. De journalist Allan Martin voert intussen een onderzoek naar drugshandel. Als hij kennismaakt met Lucy, wordt hij verliefd op haar. Tijdens zijn onderzoek krijgt hij bewijzen in handen van de betrokkenheid van Gordon bij drugshandel.

## Rolverdeling
| Acteur           | Personage                |
| ---------------- | ------------------------ |
| Robert McKim     | Hugh Gordon              |
| Claire Adams     | Lucy Hegan               |
| Roy Stewart      | Allan Martin             |
| Audrey Chapman   | Mary Holmes              |
| George Webb      | Monk Mullen              |
| Betty Brice      | Maggie O'Brien           |
| Edward Peil sr.  | Ling Choo Fong           |
| Harvey Clark     | Chow Chin                |
| Harry Tenbrook   | Chink Murphy             |
| Stanton Heck     | George Conley            |
| Zack Williams    | Wesley Shiloh Mainwaring |
| George Hernandez | James Hegan              |
| Gertrude Claire  | Mevrouw Mullen           |
| Laddie Earle     | Jimmy Mullen             |